# Axel Tischer
Axel Tischer (* 5. November 1986 in Dresden) ist ein deutscher Wrestler, am besten bekannt durch seine Zeit bei World Wrestling Entertainment, wo er unter dem Ringnamen Alexander Wolfe bei NXT, SmackDown und NXT UK auftrat und NXT Tag Team Champion war. In der deutschen Independentszene ist er unter dem Ringnamen Axeman bekannt.

## Wrestlingkarriere

### Independent-Ligen (2004–2015)
Mit 13 Jahren fing er mit dem Wrestlingtraining an. Sein erstes Wrestlingmatch bestritt er am 22. Mai 2004 bei East Side Wrestling. Er trat überwiegend in Deutschland und Europa auf. Seinen ersten Wrestlingtitel holte er sich am 10. April 2010, als er gemeinsam mit Ivan Kiev die GSW Tag Team Championship holte. Mit Ivan Kiev bildete er das Tag Team New Divine. Die Titel verloren sie am nächsten Tag an Ahmed Chaer und Crazy Sexy Mike. Am 5. November 2011 besiegte er X-Dream und holte sich den GSW Breakthrough Championship. Den Titel verlor er an seinen ehemaligen Tag Team-Partner Ivan Kiev. Am 12. August 2012 besiegte er El Generico und gewann die wXw Unified World Wrestling Champion. Den Titel verlor er am 1. Juni 2013 an Tommy End. Am 1. Februar 2014 besiegte er Pascal Spalter und gewann die GWF Berlin Championship. Den Titel verlor er wieder an Pascal Spalter am 7. Juni 2014. Am 18. Januar 2014 gewann er ein Steel Cage-Match gegen Carnage und gewann somit den vakanten wXw Shotgun Championship. Den Titel verlor er am 11. Oktober 2014 an John Klinger. Sein letztes Match in der Independentszene bestritt er am 29. März 2015 für Westside Xtreme Wrestling.

### WWE (2015–2021)

#### NXT (2015–2018)
Am 13. April 2015 unterzeichnete Tischer einen Vertrag bei World Wrestling Entertainment. Am 15. Juli 2015 feierte Tischer, noch unter seinem echten Namen, sein Fernseh-Debüt bei NXT, der Aufbauliga der WWE, als er gegen Samoa Joe verlor. Im August wurde sein Ringname in Alexander Wolfe geändert. Danach trat er vermehrt in Houseshows von NXT auf. Bei der NXT-Ausgabe vom 12. Oktober 2016 besiegte er gemeinsam mit Sawyer Fulton in der ersten Runde des Dusty Rhodes Classic Tag Team Tournament 2016 Bobby Roode und Tye Dillinger. Seitdem bildet er mit Sawyer Fulton, Eric Young und Nikki Cross das Stable SAnitY. Nachdem sich Sawyer Fulton in einem Match eine Verletzung zugezogen hatte, wurde dieser durch Killian Dain ersetzt.
Am 19. August 2017 gewann Alexander Wolfe als erster Deutscher einen WWE-Titel. Beim NXT TakeOver: Brooklyn III sicherte er sich zusammen mit Eric Young die NXT Tag Team Championship. Killian Dain wurde unter der "Freebird Rule" ebenfalls als Champion angesehen. Dain und Young verloren den Titel bei der NXT-Ausgabe vom 20. Dezember 2017 an die Undisputed Era (Bobby Fish & Kyle O’Reilly).

#### Main Roster Debüt bei SmackDown (2018–2019)
Im Rahmen des „Superstars Shakeup“ wechselten am 17. April 2018 Alexander Wolfe, Eric Young und Kilian Dain als SAnitY  zu Smackdown, während Nikki Cross bei NXT blieb und somit vom Team getrennt wurde. Ihr Debüt feierte das Trio bei der SmackDown-Ausgabe vom 19. Juni. Das Team SAnitY löste sich am 15. April 2019 auf, als Young während des WWE Superstar Shake-up 2019 zu Raw wechselte.

#### NXT UK (2019–2021)
Am 20. April 2019 debütierte Wolfe bei NXT UK und gründete mit Marcel Barthel, Fabian Aichner und Walter das Stable Imperium. In der Folge gewann er bei seinem Einzeldebüt seinen ersten Kampf gegen Jack Starz.
Am 11. November 2019 erschien er mit Imperium bei Raw, wo Walter ein Match mit dem damaligen WWE Universal Champion Seth Rollins hatte. Das Match führte zu einem Acht-Mann-Tag-Team-Match zwischen Imperium einerseits, und Seth Rollins, Kevin Owens und The Street Profits, die Rollins zur Hilfe kamen, nachdem Imperium diesen angriff, auf der anderen Seite. Imperium verlor dieses Match daraufhin.
Im Oktober 2020 nahm er an einem Turnier teil, das den ersten NXT UK Heritage Cup Champion krönen sollte. Er verlor jedoch bereits in der ersten Runde gegen Noam Dar. Zum 19. Mai 2021 wurde er von der WWE entlassen. Einen Tag zuvor bestritt er bei WWE NXT sein letztes Match für die WWE, welches er gegen Killian Dain verlor.

### Independent-Ligen (seit 2019)
Aufgrund einer Kooperation von WWE und der deutschen Wrestlingliga Westside Xtreme Wrestling konnte er für diese zwischen 2019 und 2020 insgesamt fünf Matches bestreiten, unter anderem durfte er unter seinen WWE-Namen „Alexander Wolfe“ am 8. März 2020 in einem Triple-Threat-Match gegen The Avalanche und Ilja Dragunov die wXw Shotgun Championship gewinnen.  Aufgrund der Corona-Beschränkungen wurde der Titel am 17. Mai 2020 ohne Beteiligung von Alexander Wolfe neu vergeben.
Nach seiner Entlassung bei der WWE kehrte er mit seiner Familie nach Deutschland zurück und lebt seither wieder in seiner Heimatstadt Dresden. In der Folge gab er auch sein Comeback unter seinem Geburtsnamen Axel Tischer bei Westside Xtreme Wrestling und durfte am 7. August 2021 bei wXw 20th Anniversary Fast Time Moodo besiegen.

## Erfolge
- East Side Wrestling
  - 1× ESW Deutsche Meisterschaft Championship (als Axeman)

- German Stampede Wrestling
  - 1× GSW Breakthrough Championship (als Axeman)
  - 1× GSW Tag Team Championship (als Axeman) mit Ivan Kiev

- German Wrestling Federation
  - 1× GWF Berlin Championship (als Axel Tischer)
  - 1× GWF World Championship (als Axel Tischer)

- Westside Xtreme Wrestling
  - 1× wXw Shotgun Championship (als Axel Tischer)
  - 1× wXw Shotgun Championship (als Alexander Wolfe)
  - 1× wXw Unified World Wrestling Championship (als Axel Tischer)
  - 1× wXw Unified World Wrestling Championship (als Alexander Wolfe)

- WWE NXT
  - 1× NXT Tag Team Championship (als Alexander Wolfe) mit Eric Young & Killian Dain